# Sydney Allard
Sydney Allard (ur. 19 czerwca 1910 roku w Wandsworth, zm. 12 kwietnia 1966 roku w Esher) – brytyjski kierowca wyścigowy i rajdowy. Założyciel przedsiębiorstwa samochodowego Allard.

## Kariera wyścigowa
W wyścigach samochodowych Allard poświęcił się głównie startom zaliczanym do klasyfikacji Mistrzostw Świata Samochodów Sportowych. W latach 1950-1953 Brytyjczyk pojawiał się w stawce 24-godzinnego wyścigu Le Mans. W pierwszym sezonie startów odniósł zwycięstwo w klasie S 8.0, a w klasyfikacji generalnej był trzeci. W kolejnych sezonach nie dojeżdżał do mety.